# 越南作家协会
越南作家协会（越南语：／?）是越南官方的作家组织。成立于1957年4月，最初成员165人、执委32人、常委7人，主席阮公欢，副主席秀莫，秘书长苏怀。1964年举办第二次大会，增选执委1人、常委5人。1975年越南统一后，英德、江南等10位南方作家加入作协。1958年至1989年由阮廷诗任秘书长，1983年增设顾问团9人（阮遵、邓台梅、英诗等。）1989年武秀男当选新秘书长。下属有作家出版社、《新作品》编辑部、《文艺周报》编辑部、《外国文学》编辑部、“越南作协电影发行公司”、“越南作协文学基金会”、“综合文化旅游公司”等。